# Ким Пёнок
Ким Пёнок или Ким Пён-ок (кор. 김병옥, 金秉玉) — переводчик в корейской дипломатической миссии в Российскую империю в конце XIX века, первый преподаватель корейского языка на факультете восточных языков Санкт-Петербургского Императорского университета и автор первого в мире профессионального учебника по корейскому языку.

## Биография
Ким Пёнок родился в 1874 году в Корейской империи, где он поступил на службу при дворе у государя Кочжона. В 1898 году, он попался в Санкт-Петербург в качестве переводчика в корейской дипломатической во главе с Мин Ёнхваном и Бомчжином. Через год, он перестал работать в миссии и стал преподавать корейский язык на факультете восточных языков Санкт-Петербургского Императорского университета. В том же году, он издал первый в мире учебник по корейскому языку с названием «Лекции, составленные Ким-Пён-Оком, преподавателем при императорском Санкт-Петербургском университете, Факультет Восточных языков. Изложенные студентом Л. Бродянским. СПб., 1899».
В 1904 году, Ким Пёнок женился с Марией Матвеевой. После свадьбы он скорее всего принял православие и стал Евгением Николаевичем. В этом же году, его «Разведчику в Корее. (Русско-корейский словарь)» был издан Военно-статистическим отделом Главного Штаба. Во время Русско-японской войны он поддерживал Россию.
Я уверен в том, что Россия выйдет победительницей, и моя родина попадет под ее защиту. Этого желают большинство корейцев, к которым принадлежу и я, но вы не думайте, что я говорю это из вежливости, будучи гостем России. Это мое искреннее мнение и искреннее желание.Ким Пёнок
После того, как наступила Октябрьская революция в 1917, ничего не известен о Ким Пёноке, кроме одного признания в 1924 году в «Вестнике Азии», где написали, что он был «природным корейцем, уроженцем Приамурского края».

## Русское корееведение
Ким Пёнок критиковал корееведение следующими словами в своём интервью в начале XX века.
А вот обидно то, что ваши исследователи Кореи выдумывают всевозможные небылицы на наш счет и обыкновенно обнаруживают весьма смутное знание якобы изучавшиеся ими страны... Лектор вывез из Кореи множество корейских картин, которые якобы должны служить образчиком развития искусства в Корее. Беда лишь в том, что лектор накупил всякого хлама... Я не стану вам перечислять больше всех курьезов, которые вы можете найти у любого европейского исследователя Кореи.Ким Пёнок
В своём интервью, он не был доволен неточностью корейских географических названий, которые использовались в российской прессе в начале ХХ столетия.
О перипетиях войны я слежу по русским газетам. Я жадно слежу по карте за передвижением войск, но, увы,— это доставляет мне мало облегчения, так как передаваемые по телеграфу названия различных местностей, где происходят сражения или какие-либо передвижения, я никак не могу узнать сразу,— до того эти названия коверкаются. Например, взять хотя бы Тюренчен. Такого названия нет ни на китайском, ни на корейском языке, и совершенно непонятно, кто его мог придумать. <…> И вроде этого почти все названия так извращеныКим Пёнок